# Teodor Kantakuzen
Teodor Kantakuzen (gr. Θεόδωρος ὁ Καντακουζηνός, zm. 1184 w Nicei) – bizantyński arystokrata i wojskowy, buntownik w 1184 roku.

## Życiorys
Pochodził z rodziny Kantakuzenów. Pod koniec XII wieku ród ten był jednym z największych posiadaczy ziemskich w Cesarstwie Bizantyńskim. W 1184 zbuntował się przeciw cesarzowi Andronikowi I Komnenowi. Zajął Niceę w Bitynii przy pomocy najemników tureckich. Cesarz wysłał przeciw uzurpatorowi Aleksego Branasa. Oblężenie Nicei przez wojska Branasa i samego cesarza przedłużało się. Podczas jednego z wypadków poza miasto Teodor został schwytany. Żołnierze Andronika ścieli mu głowę, która później obnoszono triumfalnie po ulicach Konstantynopola.  